# Loopz
Loopz és un videojoc de trencaclosques creat el 1990 per a Nintendo Entertainment System i posteriorment exportat a altres consoles i formats. Consisteix a sobreviure el màxim de temps possible posant peces a una pantalla. Aquestes peces tenen diferents formes, trossos de línies i angles, que quan formen figures completes desapareixen. Hi ha un temps límits per col·locar cada peça, fet que el diferencia d'altres jocs similars com «Alchemy», temps que disminueix quan augmenta el nivell de dificultat, alhora que les formes de les peces són més complexes. Hi ha una modalitat de dos jugadors i una altra on es tracta de reconstruir patrons ja donats, usant la memòria visual.»